# المؤرخة الصاعدة جو هاي ريونج
المؤرخة الصاعدة جو هاي ريونج (بالكورية: 신입사관 구해령)؛ هو مسلسل تلفزيوني كوري جنوبي من بطولة شين سي كيونج وتشا إن وو. عرض المسلسل على قناة إم بي سي في الفترة من 17 يوليو حتى 26 سبتمبر 2019.

## روابط خارجية
- المؤرخة الصاعدة جو هاي ريونج على موقع IMDb (الإنجليزية)
- المؤرخة الصاعدة جو هاي ريونج على موقع روتن توميتوز (الإنجليزية)
- المؤرخة الصاعدة جو هاي ريونج على موقع نتفليكس (الإنجليزية)
- المؤرخة الصاعدة جو هاي ريونج على موقع فيلمافينيتي (الإسبانية)
- المؤرخة الصاعدة جو هاي ريونج على موقع كينوبويسك (الروسية)
- المؤرخة الصاعدة جو هاي ريونج على موقع قاعدة بيانات الفيلم (الإنجليزية)